# Andrea Zanon
Andrea Zanon (1784. – 1876.), najveći i najproduktivni riječki brodograditelj 19. stoljeća. Rodom iz Chioggie.
Samostalno je vodio veliko brodogradilište na Pećinama. Imao je i značajan udio u brodogradilištu u Martinšćici, koje je 1830. osnovao Ivan Foretić iz Korčule. Najveći riječki brodograditelj tog vremena. Sagradio je 80 jedrenjaka od 1833. do 1869. godine. U Rijeci i najbližoj okolici u istom razdoblju porinuta su u more od 582 jedrenjaka.